# Conky
Conky — программа для системного мониторинга под X Window System. Она поддерживает POSIX-системы, включая GNU/Linux и FreeBSD. Это свободная программа, код основанный на torsmo распространяется под лицензией BSD, новый код распространяется под GPL 3.0. Conky имеет большое количество настроек и может отслеживать многие показатели системы: CPU, память, swap, размеры дисков, температуру, скорость закачки и загрузки, системные сообщения и многое другое.
Conky является форком программы torsmo, системного монитора, который больше не развивается.

## Настройка
Conky настраивается при помощи редактирования пользовательского конфигурационного файла ~/.conkyrc. Если пользовательского файла нет, то используется файл конфигурации по умолчанию: /etc/conky/conky.conf.
Конфигурационный файл содержит параметры настройки программы, а также основные инструкции для вывода и оформления информации в специальном формате. Поддержка скриптов позволяет настроить программу под любые задачи, из-за чего является популярным решением у IT-специалистов.